# Napoleon: Total War
Napoleon: Total War (souvent abrégé NTW, plus rarement N:TW) est un jeu vidéo développé par Creative Assembly et édité par Sega. Il s’agit d’un STR pour Microsoft Windows. Il constitue le sixième épisode de la série Total War. Le jeu a été dévoilé par Sega à l'occasion de la gamescom 2009. Une version Mac OS X du jeu a été annoncée par Feral Interactive le 28 janvier 2013, sortie le 3 juillet 2013.

## Système de jeu
Napoleon: Total War se déroule pendant les guerres napoléoniennes vers la fin du XVIIIe siècle jusqu'au début du XIXe siècle. Il comporte quatre campagnes, une en Italie se déroulant de 1796 jusqu'en 1797 dont le but est de repousser les Autrichiens jusqu'à Vienne. La deuxième campagne concerne quant à elle en Égypte de 1798 jusqu'en 1801 et place le joueur aux commandes de troupes coupées de la France par la marine britannique. La troisième campagne ramène le jeu en Europe entre 1805 et 1812 et la campagne de Waterloo avec une France puissante, mais confrontée à une ribambelle d'ennemis revanchards. Dans cette dernière campagne le joueur peut incarner la France ainsi que les nations de la Coalition. De plus, une campagne supplémentaire téléchargeable intitulée The Peninsular Campaign fut mise à la disposition des joueurs, dans laquelle le joueur peut incarner la Grande-Bretagne, l'Espagne ou la France et combattre durant la guerre d'indépendance espagnole.
Lors de ces campagnes, un tour est égal à 2 semaines dans le temps. Les développeurs utilisent le même moteur de jeu qu'Empire: Total War mais légèrement amélioré avec de meilleurs effets visuels tels que les éclats d'obus ou les jets de fumée. Des améliorations non négligeables ont été apportées qui n'étaient pas présentes dans Empire: Total War. En effet, la logistique est extrêmement importante : une armée qui marche sur un terrain hostile (désert ; espaces enneigés) ou qui est loin des points d'approvisionnement subit des pertes et ce même si elle ne se bat pas.
Les factions jouables ont des armées beaucoup plus détaillées qui correspondent parfaitement à l'époque. Le jeu comporte en tout 322 unités qui ont 64 visages et des physiques différents pour plus de réalisme sur le champ de bataille et effacer l'« effet de clone » présent dans Empire: Total War.
Les factions jouables en grande campagne sont l'Empire français, l'Empire britannique, la Prusse, l'empire d'Autriche et l'Empire russe.

### Toutes les factions du jeu
| Toutes les factions du jeu | Toutes les factions du jeu | Toutes les factions du jeu                       | Toutes les factions du jeu | Toutes les factions du jeu |
| Faction                    | Religion                   | Remarques                                        | Jouabilité                 |                            |
| -------------------------- | -------------------------- | ------------------------------------------------ | -------------------------- | -------------------------- |
| Prusse                     | protestant                 |                                                  | ✔                          |                            |
| Royaume-Uni                | protestant                 |                                                  | ✔                          |                            |
| République Batave          | protestant                 | jouable seulement en mode bataille               | ✔                          |                            |
| Suède                      | protestant                 | jouable seulement en mode bataille               | ✔                          |                            |
| Empire russe               | orthodoxe                  |                                                  | ✔                          |                            |
| Empire d'Autriche          | catholique                 |                                                  | ✔                          |                            |
| France                     | catholique                 |                                                  | ✔                          |                            |
| Empire ottoman             | musulman                   | jouable seulement en mode bataille               | ✔                          |                            |
| Espagne                    | catholique                 | jouable seulement en mode bataille               | ✔                          |                            |
| Danemark                   | protestant                 | jouable seulement en mode bataille               | ✔                          |                            |
| Royaume de Saxe            | protestant                 |                                                  | ×                          |                            |
| Duché d'Oldenbourg         | protestant                 |                                                  | ×                          |                            |
| Mecklembourg               | protestant                 |                                                  | ×                          |                            |
| République de Gênes        | catholique                 |                                                  | ×                          |                            |
| Royaume de Bavière         | catholique                 |                                                  | ×                          |                            |
| Royaume de Wurtemberg      | catholique                 |                                                  | ×                          |                            |
| Royaume de Naples          | catholique                 |                                                  | ×                          |                            |
| Portugal                   | catholique                 | jouable seulement en mode bataille               | ✔                          |                            |
| Royaume de Sardaigne       | catholique                 |                                                  | ×                          |                            |
| Hesse                      | catholique                 |                                                  | ×                          |                            |
| Royaume de Westphalie      | catholique                 |                                                  | ×                          |                            |
| Royaume d'Italie           | catholique                 |                                                  | ×                          |                            |
| Venise                     | catholique                 | seulement dans la campagne italienne             | ×                          |                            |
| Savoie                     | catholique                 | seulement dans la campagne italienne             | ×                          |                            |
| Mamelouks                  | musulman                   | seulement dans la campagne égyptienne            | ×                          |                            |
| Pays-Bas                   | protestant                 | peut apparaître ou être "libéré" au cours du jeu | ×                          |                            |
| Écosse                     | protestant                 | peut apparaître ou être "libéré" au cours du jeu | ×                          |                            |
| Norvège                    | protestant                 | peut apparaître ou être "libéré" au cours du jeu | ×                          |                            |
| Belgique                   | protestant                 | peut apparaître ou être "libéré" au cours du jeu | ×                          |                            |
| Kurzeme                    | protestant                 | peut apparaître ou être "libéré" au cours du jeu | ×                          |                            |
| Principauté de Hanovre     | protestant                 | peut apparaître ou être "libéré" au cours du jeu | ×                          |                            |
| Roumanie                   | orthodoxe                  | peut apparaître ou être "libéré" au cours du jeu | ×                          |                            |
| Grèce                      | orthodoxe                  | peut apparaître ou être "libéré" au cours du jeu | ×                          |                            |
| Hongrie                    | catholique                 | peut apparaître ou être "libéré" au cours du jeu | ×                          |                            |
| Irlande                    | catholique                 | peut apparaître ou être "libéré" au cours du jeu | ×                          |                            |
| Catalogne                  | catholique                 | peut apparaître ou être "libéré" au cours du jeu | ×                          |                            |
| Royaume d'Italie           | catholique                 | peut apparaître ou être "libéré" au cours du jeu | ×                          |                            |
| Bretagne                   | catholique                 | peut apparaître ou être "libéré" au cours du jeu | ×                          |                            |
| Pologne                    | catholique                 | peut apparaître ou être "libéré" au cours du jeu | ×                          |                            |
| Khanat de Crimée           | musulman                   | peut apparaître ou être "libéré" au cours du jeu | ×                          |                            |

### Champs de bataille
Napoleon: Total War comporte des batailles terrestres et maritimes en temps réel comme les autres Total War tout en apportant quelques nouveautés :
- Moteur de jeu identique à Empire: Total War mais peaufiné avec de meilleurs effets visuels.
- 322 unités avec 64 visages et physiques différents.
- Présence de généraux historiques (Wellington, Blücher, l'Archiduc Charles, Ney…), disposant d'une personnalité et de talents particuliers et pouvant rallier les troupes en déroute.
- Il est possible de réparer ses navires en plein combat, ce qui n'était pas présent dans Empire: Total War.
- Nouveaux éléments de gameplay : création de zones d'attrition (zones aux climats extrêmes diminuant les effectifs d'une armée non habituée à ce genre de climats) afin de simuler l'influence du climat sur les armées (référence à la campagne de Russie et à la campagne d'Égypte).

### Carte de campagne
Le studio a décidé de concevoir trois campagnes distinctes, un peu plus courtes que les précédentes éditions, tout simplement pour refléter les tactiques de guerre éclair employées par Napoléon.
- Campagne d'Italie ;
- Campagne d'Égypte ;
- Campagne d'Europe (ou campagne de Prusse et de Pologne, campagne d'Allemagne et d'Autriche, etc.) ;
- Campagne d’Espagne ;
- Campagne de Waterloo.

### Doublage
C'est l'acteur Stéphane Cornicard qui interprète Napoléon Bonaparte dans la version française, ainsi que dans les versions anglaise, espagnole et allemande.

## Accueil
Napoleon: Total War a été reçu favorablement par la critique. Le jeu a été noté 17/20 sur le site Jeuxvideo.com, par le testeur Captain Obvious, le 26 février 2010, et noté 18/20 en moyenne par les lecteurs dudit site, tandis que sur le site Gamekult, le jeu a été évalué 8/10, soit 16/20 par le testeur DrChocapic, et 8.3/10, soit 16.6/20 par les lecteurs de Gamekult.